# Nellie Oleson
Pour les articles homonymes, voir Oleson.
Nellie Oleson est un personnage de fiction de l'œuvre de Laura Ingalls Wilder et du feuilleton américain qui en fut tiré et qui connut un succès mondial, La Petite Maison dans la prairie. Elle est interprétée dans la série par l'actrice américaine Alison Arngrim, qui reprendra ce rôle dans un spectacle humoristique. 

## Le personnage dans le livre
Petite fille gâtée et manipulatrice, Nellie apparaît comme une antagoniste de l'héroïne Laura.
Nellie Oleson est la résultante de trois personnes ayant traversé la vie de l'auteur du livre : Nellie Owens, Genevieve Masters et Stella Gilbert.

## Le personnage dans la série
Le personnage de Nellie est, avec celui de sa mère Harriet Oleson, une des figures antipathiques de la série. Toutes deux accumulent les méchancetés, qui se retournent toujours contre elles. Nellie est vaniteuse, envieuse, manipulatrice, autoritaire, pleurnicheuse, poltronne… Le personnage principal, Laura, se trouve régulièrement confronté à elle. Nellie Oleson change cependant radicalement à l'âge adulte, après sa rencontre avec son futur mari, Percival Dalton. Elle devient alors douce, compréhensive et gentille, au grand étonnement des autres personnages. Elle met au monde des jumeaux (un garçon, Benjamin, et une fille Jennifer). Puis le couple et les enfants quittent le village et s'installent à New York après le décès du beau-père de Nellie.

## Le personnage dans le spectacle
Dans les années 2010, l’actrice Alison Arngrim incarne de nouveau ce personnage dans un spectacle humoristique en tournée régulière en France, « Confessions d'une garce de la prairie ». Les traits principaux de la Nellie de la série y sont mis en avant, voire accentués.

## Le personnage dans la musique
En 2006, le groupe de musique Marcel et son orchestre publie son album E=CM2 dans lequel une chanson est dédiée, sur le ton de l'humour, à Nellie Oleson. Elle s'intitule La Famille Ingall's.